# St. Johannes Baptist (Obereschach)

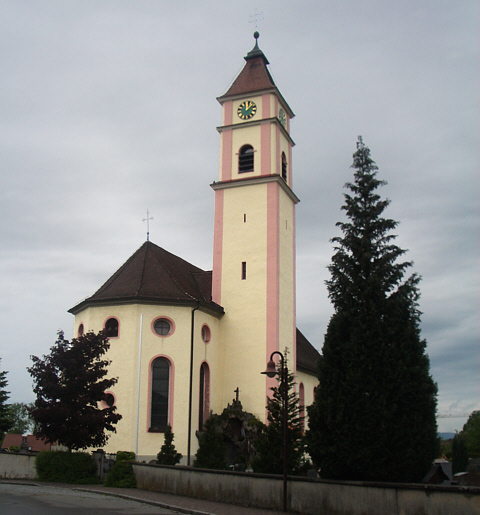
St. Johannes Baptist in Obereschach

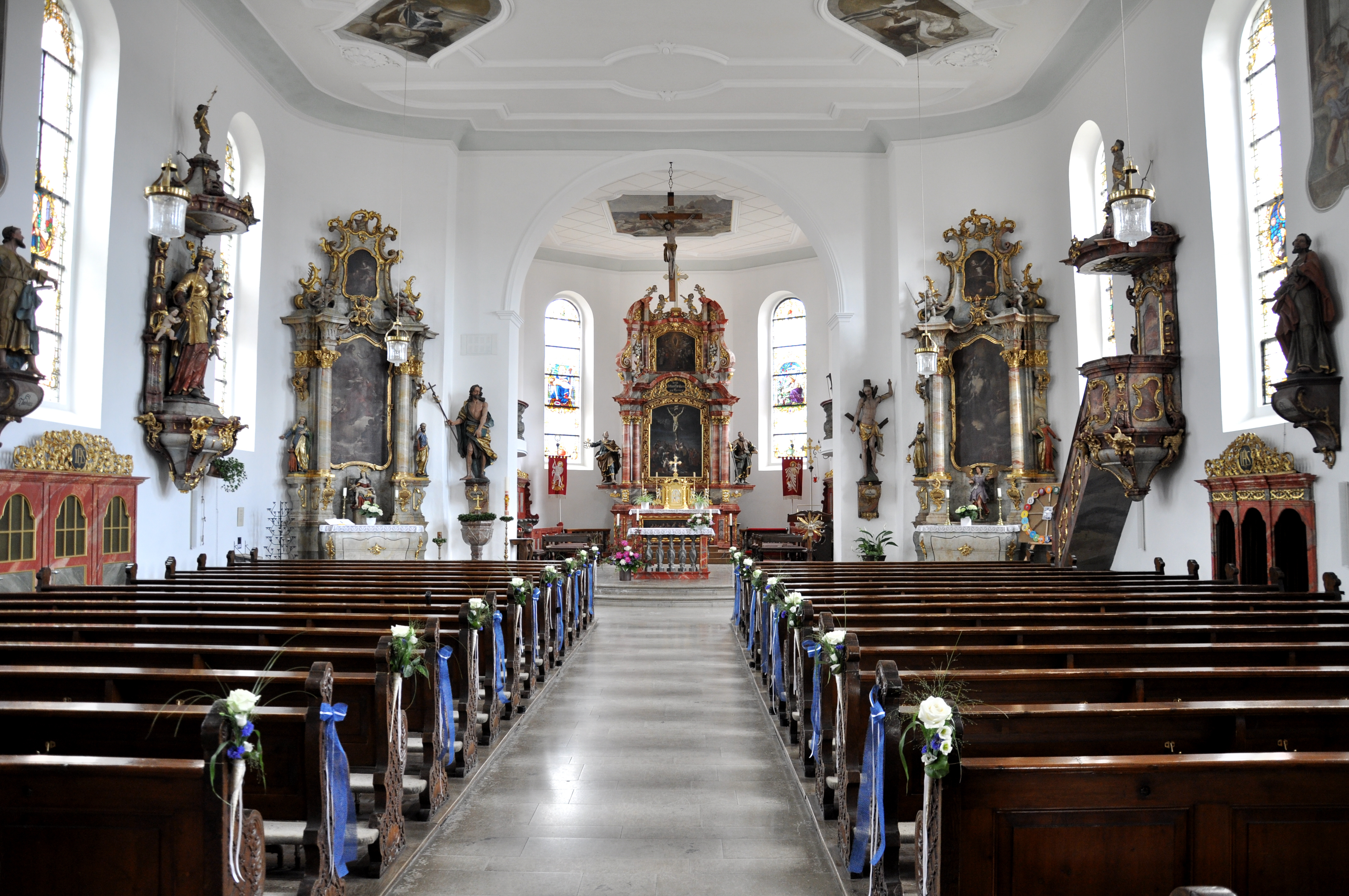
Innenraum (2012)

Die römisch-katholische Pfarrkirche St. Johannes Baptist steht in Obereschach, einem Ortsteil der Kreisstadt Ravensburg im Landkreis Ravensburg von Baden-Württemberg. Sie ist beim Landesamt für Denkmalpflege Baden-Württemberg als Baudenkmal eingetragen. Die Kirchengemeinde gehört zum Dekanat Allgäu-Oberschwabenin der Diözese Rottenburg-Stuttgart.

## Beschreibung
Die barocke Saalkirche wurde 1750/52 anstelle des abgerissenen Vorgängerbaus errichtet. Sie besteht aus einem Langhaus, einem eingezogenen, dreiseitig geschlossenen Chor im Osten, einem Kirchturm in der Ecke vom Langhaus und der Nordwand des Chors und der ihr gegenüberliegenden Sakristei. 
Zur Kirchenausstattung gehört ein Hochaltar, der aus dem Kloster Weißenau stammt. Zur Zeit des Rokoko wurde eine Kanzel aufgestellt. Die Orgel wurde 1998 von Eduard Wiedenmann gebaut.